# Risum-Lindholm
Risum-Lindholm là một đô thị thuộc huyện Nordfriesland, bang Schleswig-Holstein, Đức.